# ネバダ州の歴史
ネバダ州の歴史（ネバダしゅうのれきし、英:History of Nevada）では、アメリカ合衆国ネバダ州が準州となってからの歴史を概説する。

## 州の成立
1861年3月2日、ネバダ準州がユタ準州から分離し、「シエラネバダ」（スペイン語で「雪の山脈」）を短縮して現在の名前を採用した。1864年アメリカ合衆国大統領選挙の8日前、ネバダはアメリカ合衆国第37番目の州になった。時は南北戦争の終盤であり、北軍の同調者がネバダが州になることに非常に熱心であり、大統領選挙の前にアメリカ合衆国議会に電報で州憲法全文を急いで送った。彼等は列車で憲法を送ることでは期日に間に合って送達することを保障できるとは思っていなかった。ネバダ州憲法は電報で送られたものとして最も長大でコストが掛かったものと今でもなっている。州成立は急がれて10月31日のこととなり、エイブラハム・リンカーン大統領の再選と、南北戦争後の共和党の議会多数支配を確実にした。ネバダの鉱業に基づく経済は工業化された北部に結びつくものだったので、隣接するカリフォルニア州のような南部に同調する他の州よりも政治的な依頼度が高いと見られていた。ネバダが州になった理由の一つはその大きな銀と金の埋蔵量だったという誤った概念がある。しかし、これは単なる神話であり、連邦議会はネバダが準州の時にこれら資源を無制限に支配できたが、州になればそれに限界があることからも、筋の通らないことであろう。
ネバダ州は1866年5月5日にコロラド準州の西にあるアリゾナ準州パー・ユテ郡の一部を吸収して、基本的に現在の北緯37度線境界を全て形作り、これが現在の領域となっている。この移行はその地域での金鉱の発見によって促進され、ネバダには人口の急増が予測されるのでこれを監視できる方が良いと役人が考えた。この地域は現在ではクラーク郡の大半を含んでいる。

## 産業
鉱業が長い間ネバダ州の経済を形作った（en:Silver mining in Nevadaを参照）。マーク・トウェインが『西部放浪記』"Roughing It"（1872年 ）に記述された時期にネバダに住んだ時、鉱業は投機と巨大な富を生む産業に育っていた。しかし、19世紀の終盤では、鉱業でコロラド州やユタ州と競い合うのが徐々に難しくなっていった。州資格を剥奪する話まで出てきており、アメリカ史の中で連邦議会でそのような行動が議論された唯一の機会となった。しかし、1900年にトノパーで豊富な銀鉱脈が見つかり、ネバダ州を崩壊近い危機から救った。続いてゴールドフィールドとライオライトでも見つかって1920年代まで続き、ネバダ州はもう一度鉱業で主役となった。

### ギャンブルと労働者

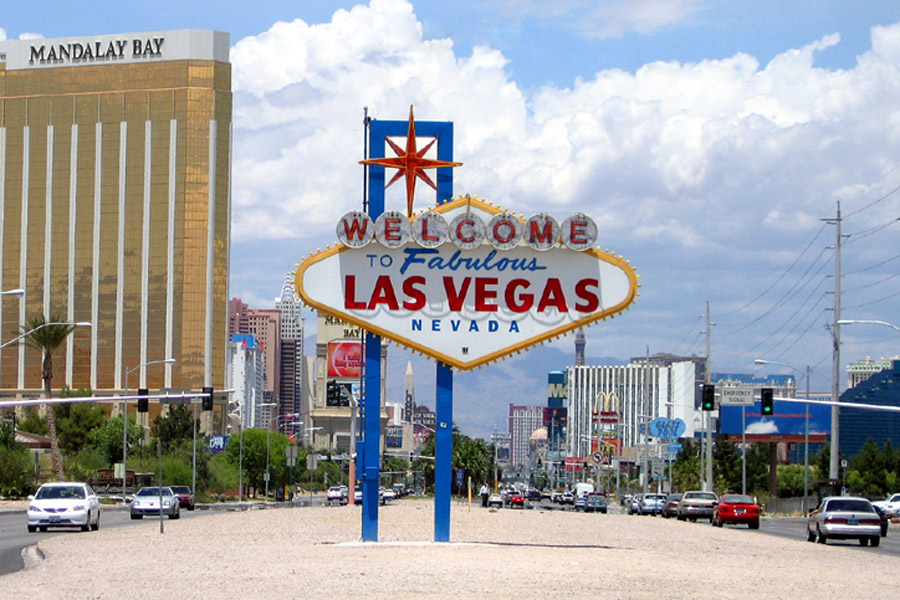
ギャンブルは20世紀初期の不況に続いて再度勃興し、ラスベガス市の建設ん貢献した

ネバダの初期鉱山町では規制の無いギャンブルが普通に行われたが、1909年に全国的な反賭博改革運動の一部として違法になった。その後の出鉱量の減少と世界恐慌の間の農業部門の衰退のために、ネバダ州は議会の承認によって、1931年3月19日、ギャンブルを再度合法にした。当時、ギャンブルを合法化した指導者達は、州の経済基盤が広がって景気の変動を受けにくい産業を含むようになるまでの短期間のものになると予想していた。しかし、それ以来ギャンブルを再度違法にすることは真面目に考えられることなく、今日ネバダ州の主要収入源に成長してきた。
1935年、ボルダーシティの近くラスベガスの郊外にフーバーダムの建設が始まった。国中から何千という労働者がダム建設のために集まり、彼等の需要を満たすためにさらに多くの労働者を必要とするようになった。この人口急増はギャンブルの合法化を加速するようになり、現在のギャンブル産業になったと考えられる。フーバーダムと後の塩基性マグネシウム工場のような軍需産業の双方がラスベガス近くの州南部の成長をまず促進した。過去75年以上、クラーク郡はリノ地域のとの関係で成長し、今日州内人口の大半を抱えている。

### 核実験
ラスベガスの北西65マイル (104 km)にあるネバダ核実験場は核兵器の実験のために1951年1月11日に開設された。この施設は広さ1,350平方マイル (3,500 km2)の砂漠と山岳地である。ネバダ核実験場における核実験は1951年1月27日、1キロトンTNT（4テラジュール）爆弾をフレンチマン平原に落とすことで始まった。最後の大気圏内実験は1962年7月17日に行われ、地下核実験は1992年9月23日まで続いた。この場所は合衆国でも最大量の核爆発された兵器が集積されていることで知られている。
1970年、アメリカ原子力委員会は人間の健康に影響はないとしつつ、核実験場の土がプロトニウムで汚染されていること、また、実験場周囲の砂漠からプルトニウムが検出された事を発表している。

## ホームステッド
州内面積の80%以上が連邦政府に所有されている。このことの主要な理由は、ネバダの砂漠では普通である乾燥条件では、ホームステッドが実行できるほど十分な大きさを取れなかったからである。その代わりに、初期の開拓者達は水源の周りの土地を所有地とすることになり、農業には水が無くて不向きな隣接する公有地で家畜に草を与えている（このような大規模放牧がいまでも行われている）。ネバダ州に適用されたこのホームステッド法の欠陥はおそらく、ネバダの環境を理解できていなかったためであるが、ある扇動者（いわゆる「よもぎの反乱」）は、土地が庶民の手に渡らないようにした鉱業受益者の圧力のためだと主張した。この議論は今日でも州内歴史家の間で論議され続けている。